# Disney XD (Alemania)
Disney XD fue un canal de televisión por suscripción alemán de origen estadounidense. Emitía para los países de Alemania Austria, Suiza y Liechtenstein. Fue lanzado originalmente como  Fox Kids el 1 de octubre del 2000. El canal reemplazó a la versión local de Jetix el 18 de octubre de 2009. Cesó transmisiones el 1 de abril de 2020.

## Historia
Disney XD comenzó como Fox Kids Alemania el 1 de octubre de 2000. Cambió de nombre a Jetix el 5 de junio de 2005, siendo el último canal Fox Kids en el mundo en transmitirse y cambiar de nombre. Se emitió espectáculos como Get Ed, Las aventuras de Jackie Chan y otros. Como su rebrand a Disney XD el 18 de octubre de 2009, todavía está transmitiendo este tipo de espectáculos. 
El 15 de abril de 2010, Disney XD + 1 comenzó su emisión para reemplazar Toon Disney +1 en Alemania.
Tras la llegada de Disney+ a Alemania y Suiza, y la falta de programación, el canal finalizó sus transmisiones el 1 de abril de 2020.